# هربرت کنوپ
هربرت کنوپ (آلمانی: Herbert Knaup) بازیگر اهل آلمان است.
از فیلم‌ها یا مجموعه‌های تلویزیونی که وی در آن‌ها نقش داشته است، می‌توان به لولا می‌دود، هتل هوس و زندگی دیگران اشاره نمود.